# トヨタ・タウンエース
タウンエース（TOWNACE）はトヨタ自動車が1976年（昭和51年）から生産・販売している、キャブオーバーまたはセミキャブオーバーのワンボックス商用車、ならびに派生車種の乗用車（いわゆるミニバン）、および小型トラックである。

## 概要
同社のカローラのコンポーネンツを利用した、商用・乗用両用車として企画・開発され、ミニエースバン・コーチの後継車として既に生産されていたライトエースの上級車種として誕生した。
ライトエースはパブリカ（後にスターレットに変更）の、タウンエースはカローラのキャブオーバー版という位置付けであり、両車の開発・生産は一貫してダイハツ工業に委託されている。1991年（平成3年）頃までは Toyota Van（トヨタ・バン）の名で、マスターエースが北米市場へ、Taragoの名でオセアニア市場へも輸出され、2代目の欧州向けは Toyota Model F（トヨタ・モデル F）と名乗っていた。

## 初代 R10系（1976年 - 1982年）
1976年（昭和51年）10月
3/6人乗りのバン（1,200/1,600 cc）と8人乗りワゴン（1,600 cc）を発表。
当初は商用車の雰囲気を色濃く残しており、同社のライトエースの上級モデルという位置づけとされ、ハイエースとの間を埋める役割を担っていた。
車両の基本コンポーネンツは、初代ライトエースをベースにロング＆ワイドボディ化。外装はフロントドア及びスライドドアはライトエースと共通としながらも、それ以外は全くの別デザインとした。
ライトエースの上級車種ということで、1,200 ccの3K-J型に加えて、E30/50系カローラ系に搭載されていた1,600 ccの2T-J、12T-U型を設定。
当初から5ナンバーワゴンの設定もあったが、装備は商用グレードと何ら変わらず、ATも設定されていなかった。
本車種の2型式はデルタワイドバン/ワゴンとして1982年（昭和57年）までダイハツ工業にOEM供給された。
1978年（昭和53年）10月
レジャーユース需要の高まりから、ワゴン系の仕様を見直し。
- エンジンは昭和53年排出ガス規制適合のため、1,600 ccから1,800 ccの13T-U型へ変更。
- ワゴン系の足回りを見直し、操縦安定性を向上。
- ワゴン系最上級グレード「カスタムエクストラ」を追加設定。
- ハイルーフ、手動サンルーフなども採用。

サンルーフのロックにはバスの窓用部品を流用。
- バンのエンジンを1,200 cc（3K－J型）から1,300 ccの4K-J型へ変更し、ハイルーフを追加。
- 同年、トラックがラインナップに追加。テールランプはトヨタの小型トラックに共通の横長3色コンビネーションタイプを採用。高床・低床・ジャストローのそれぞれ標準・ロングデッキの6バリエーション。エンジンは1,600 ccの12R-J型を搭載。ジャストロー系のリヤタイヤはダブルタイヤではなく、高床モデルをベースに標準のバイアスタイヤよりタイヤ径の小さいラジアルタイヤを履かせ、なおかつ荷台をやや下げて架装するといった構成で、実質的には高床とさほど変わらないモデルとなる。
- トラックの車両型式は標準デッキ車は「RR1＃」、ロングデッキ車は「RR2＃」と、ロングデッキ車は例外的に20番台の呼称となっている。

1979年（昭和54年）10月
ライトエースのモデルチェンジに合わせてマイナーチェンジ。
市場からの要望をフィードバックすべく、細かな改良がなされる。乗用車としての見栄えや快適性を向上させ、同時に、よりカジュアル色を強めるため、インパネデザインの一新、フロントマスクの一部変更、風切り音や騒音の低減対策、新たな外板色の追加などが行われる。
- ワゴン系最上級グレード、「カスタムエクストラ」の名称を「スーパーエクストラ」に変更。
- バンは1,600 cc車に上級グレード「ハイデラックス」を追加設定。
- バン・トラックのエンジンは昭和54年排出ガス規制へ適合。
- トラックのマイナーチェンジはワゴン・バン系とは別に、やや遅れての実施となる。ジャストロー系のリヤタイヤに12インチのダブルタイヤが装着され、床面地上高は軽トラック並みに低くなる。なお、ジャストロー系は前後輪でタイヤ/ホイール径が異なることから、スペアタイヤも2種類装備し、後輪はもちろん、前輪もハーフキャップが省略される。

この頃ライバルであった日産・バネットとの競争の中、車種と装備の拡充は止まらず、一気にRV色を強めて行く。同時に数多くの特別仕様車が発表され、販売台数もさることながら、市場での人気を不動のものとしていく。
1980年（昭和55年）12月
2度目のマイナーチェンジ。競合車種との差別化で、より高級化を狙う。
- ワゴン系のヘッドランプを規格型の角形2灯式へ変更。バン系は従来の丸型ヘッドランプながら、ヘッドランプベゼルおよびバンパーをグレー塗装に改め、見栄えを向上。
- 従来のコラムシフトの4速MTに加え、フロアシフトの3速フルオートマチックや、フロアシフトの5速MTを設定。
- ワゴン系は操縦安定性向上のため、新たにフロントサスペンションにスタビライザーが装着され、同時にバネレートの見直しも実施。
- ワゴン最上級グレードとして、チルトステアリングや電動リモコンミラー、2列目にスイング式対座シートを装備した「グランドエクストラ」を追加設定。
- 吊り下げ式のフロントクーラーに代わり、フルエアミックス式のエアコンが装備される。リヤクーラーは床置式からオーバーヘッド式に変わり、備え付けのクールBOXを追加。
- サンルーフも電動開閉式に改良。（手動式は一部グレードにて継続設定）
- 上級グレード「ハイデラックス」を1300cc車にも設定。
- トラックのジャストロー系に木製デッキ車が追加設定される。

1982年（昭和57年）2月
一部変更
- 簡易ベッドを装備したキャニオンパッケージを追加設定。
- サンルーフ装備車の一列目席にチルトアップ式のムーンルーフを追加。
- モーター駆動方式の電動カーテンをオプション設定。

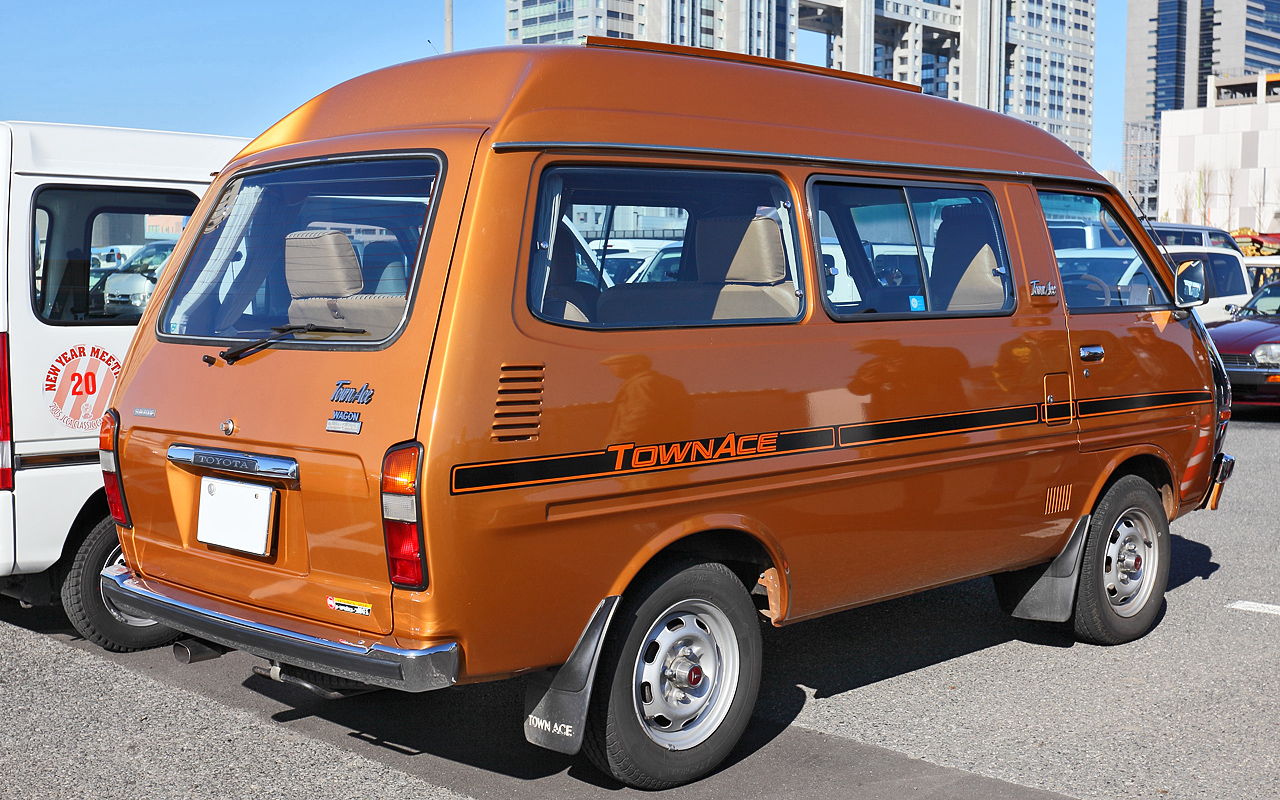
中期型ワゴンハイルーフ スーパーエクストラ （リア）
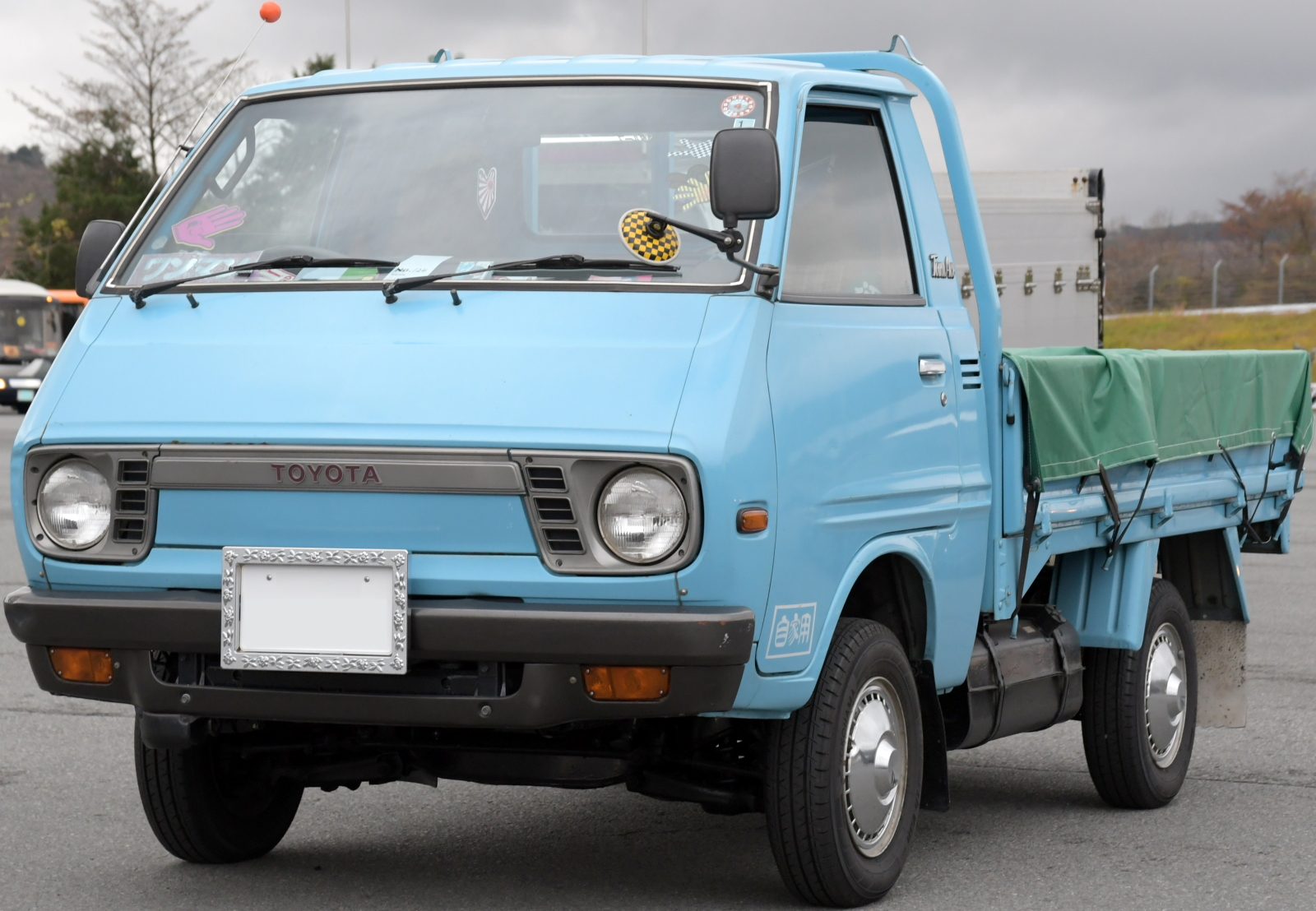
後期型トラック 標準デッキ高床

## 2代目 R20/30系（1982年 - 1999年）

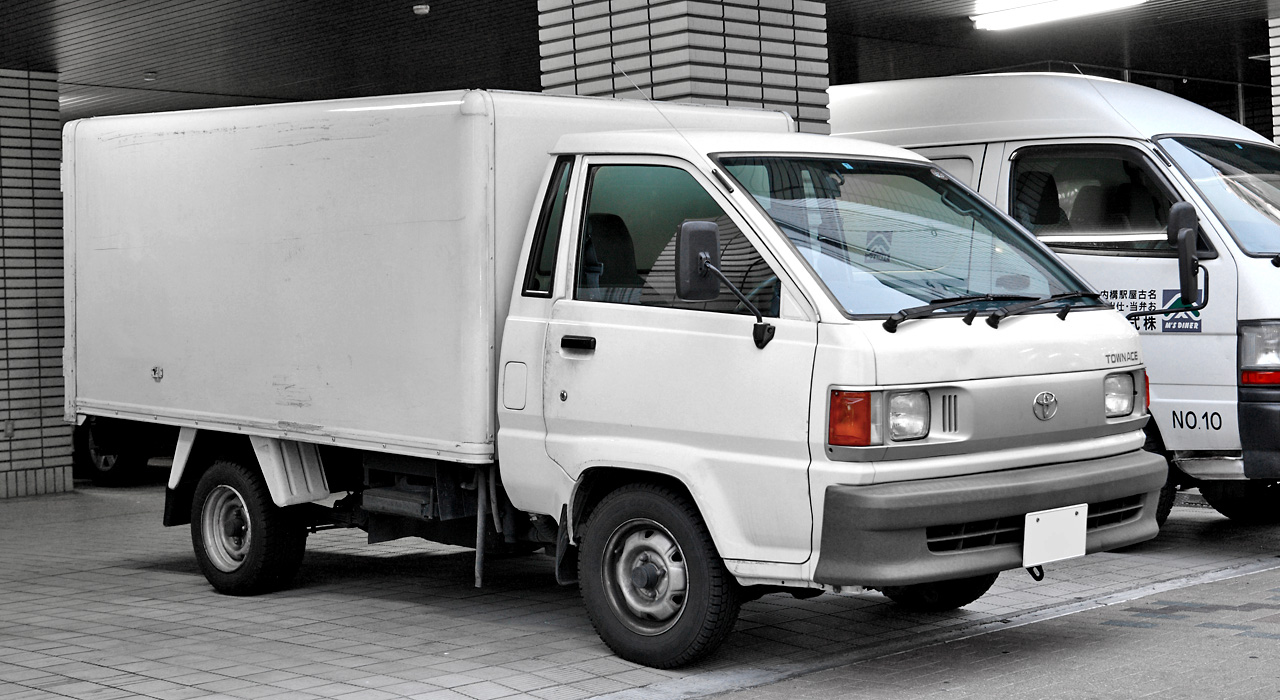
トラックパネルバン
（1996/11-1999/6）

1982年11月
エッジの効いたスタイルへとフルモデルチェンジされ、Aピラーと、ステアリングコラムの角度は一層小さくなり、見た目や装備も一気に高級化路線へと舵を切った。
同時に北米仕様の外観を持つ、トヨタ店向けのトヨタ・マスターエースサーフが双子車として加わるが、もともと2代目のモデルチェンジの要点でもあるフロント周りの構造変更は、北米での衝突安全基準に対応するためであった。
トラックのみこの世代で2代目ライトエースの姉妹車となった。このことから、ワゴン、バンとは独立して進化をしていくことになる。リアコンビネーションランプのデザインも一方開き・三方開きとも当代の本車種と共通となる。
エンジンは新世代商用エンジンの1Yと、2Y-U型（1600ccと1800cc、共にキャブレター）へ刷新され、ATも4速となる（ワゴンのみ）。
タウンエース初となるディーゼルエンジンには、カローラ系の1C型（1800cc）が選ばれた。
日本国外向けのTOYOTA VANと、MODEL Fには、2200ccの4Y-EU型も搭載された。
バンは1Y-J型（1600cc）の他、継続採用の4K-J型（1300cc）を搭載。
自動車向け小型冷蔵庫としては世界初の製氷機が3兄弟共にオプション設定された。
グレード構成
- ロイヤルラウンジ
- グランドエクストラ
- スーパーエクストラ
- カスタム
- キャニオン
- GL
- デラックス
- スタンダード

量販価格帯の上級移行に成功し収益率が向上。ディーゼルは当初バン（CR26V）のみの設定であった。
1983年4月
- ワゴンに2C型2000ccディーゼル搭載車追加。

1983年5月
- ワゴンに3Y-EU型2000ccガソリンエンジン搭載車を追加。同時にカスタムS仕様を追加。

1984年8月
一部改良
- キャニオン仕様およびミドルルーフグランドエクストラを廃止。
- ワゴンディーゼル車にAT車を追加。ディーゼル車と、ガソリン車のATのギア比は4段とも同じで、最終減速比が異なるのみ。
- 車体関係ではツインムーンルーフ車にアクションレールを新設。フロントムーンルーフのチルトアップ方式を前方のダイヤルを回すギヤードケーブル式からムーンルーフ右側のハンドルを押し上げるターンオーバー式に変更。
- 内装関係ではカスタムS以上のフロントシートにアームレストを新設しランバーサポートを廃止。
- 補機類ではアナログメーターのイエローゾーン（100km/h以上）およびデジタルメーターの速度警告灯を廃止。

1985年8月
ライトエースのモデルチェンジに合わせてマイナーチェンジ
- 大型ガラスを屋根上に装備し、開閉・脱着式としたスカイライトルーフを新設定
  - 従来のツインムーンルーフも継続設定（フロントムーンルーフ車は廃止）
- 「ロイヤルラウンジ」に装備されていたデジタルメーターの廃止
- ワゴンの「グランドエクストラ」・「カスタムS」、バンの「スタンダード」を廃止
- バンの1年車検を嫌うユーザー向けに、2列シートで内外装をバン並とした乗用登録の「SW」（スペースワゴン）を追加。このグレードは次のモデルにおいても受注生産仕様で引き継がれた。
- 2C-T型ターボディーゼル搭載車を追加
- 従来の2C型2.0Lディーゼル車はMTのみに整理

1985年10月
- ハイラックス系の駆動系を流用したパートタイム式4WDを追加。
  - 副変速機付きのトランスファーとフロントマニュアルフリーハブも採用された。
  - バン4WD（CR37V）のディーゼルエンジンは2C型となる。
- この4WD車はトヨタ車体富士松工場で生産。

1986年8月
一部改良
- 合わせガラスを標準装備。
- 誕生10周年記念の スーパーエクストラ ホワイトリミテッドを追加。

1986年10月
ライトエーストラックのフルモデルチェンジに伴い、タウンエーストラックも新型に刷新。
1988年8月
2度目のマイナーチェンジ
- フロント&リヤビューおよびインパネをより丸みを帯びたデザインに変更。
- 電子制御サスペンション「TEMS」をロイヤルラウンジに標準装備、スーパーエクストラにオプション設定とした。

1989年8月
一部改良
- 2WDディーゼル車のSWをベースにリアワイパー、ファブリックシート、リモートドアロックなどを追加装備した新グレードのスーパーSWを追加。また、オプション設定や新色のボディカラーをあわせて追加。

1990年8月
一部改良
- 法規対応に伴う変更。
- バン・ガソリン車は平成元年排出ガス規制に適合。同時に4K-U型搭載の1300cc車が廃止。それに伴い4速MTも廃止。

1992年1月
ワゴン、バンをビッグマイナーチェンジ。トラックは従来型を継続販売。
- 外観、内装の大幅変更。
- エスティマエミーナ/ルシーダ（カローラ店扱い）の登場により、マスターエース・サーフ（トヨタ店扱い）が廃止。
- 同時に、今度はライトエースのワゴンとバンがタウンエースとの姉妹車となり、共通化される。（トラックの時と逆の関係）
- それまでライトエースバンのみであったフラットフロアのジャストローが、タウンエースにも設定される。
- バンのコラムシフト車は廃止され、全てフロアシフトとなった。
- ガソリンエンジンはこのマイナーチェンジで2Y-Uが廃止され、3Y-EUのみになる。
- ワゴンの最上級グレードに、車速感応式のパワーステアリングや乗降アシスト機能付きパワーシートを装備したロイヤルラウンジリミテッドを追加設定。
- TEMSがそれまでの二段階から三段階制御になり、一部の2WD車に1BOX初のABSがオプション設定される。
- ディーゼルターボのMT車に、トーショナルダンパー付きクラッチディスクが採用される。
- AT車にはシフトインジケーターが追加（タコメーター装着車のみ）。
- 電動サンルーフのツインムーンルーフが、フロントが電動スライド&チルト型に進化。歴代を通じてフロント部分が電動スライド&チルト型なのは、トヨタのワンボックス系ではこの頃のタウンエースとライトエースのみ。
- かつてのキャニオンパッケージの流れを汲むモデル、二段ベッド付きのシャルムを新設定。

1993年8月
一部変更

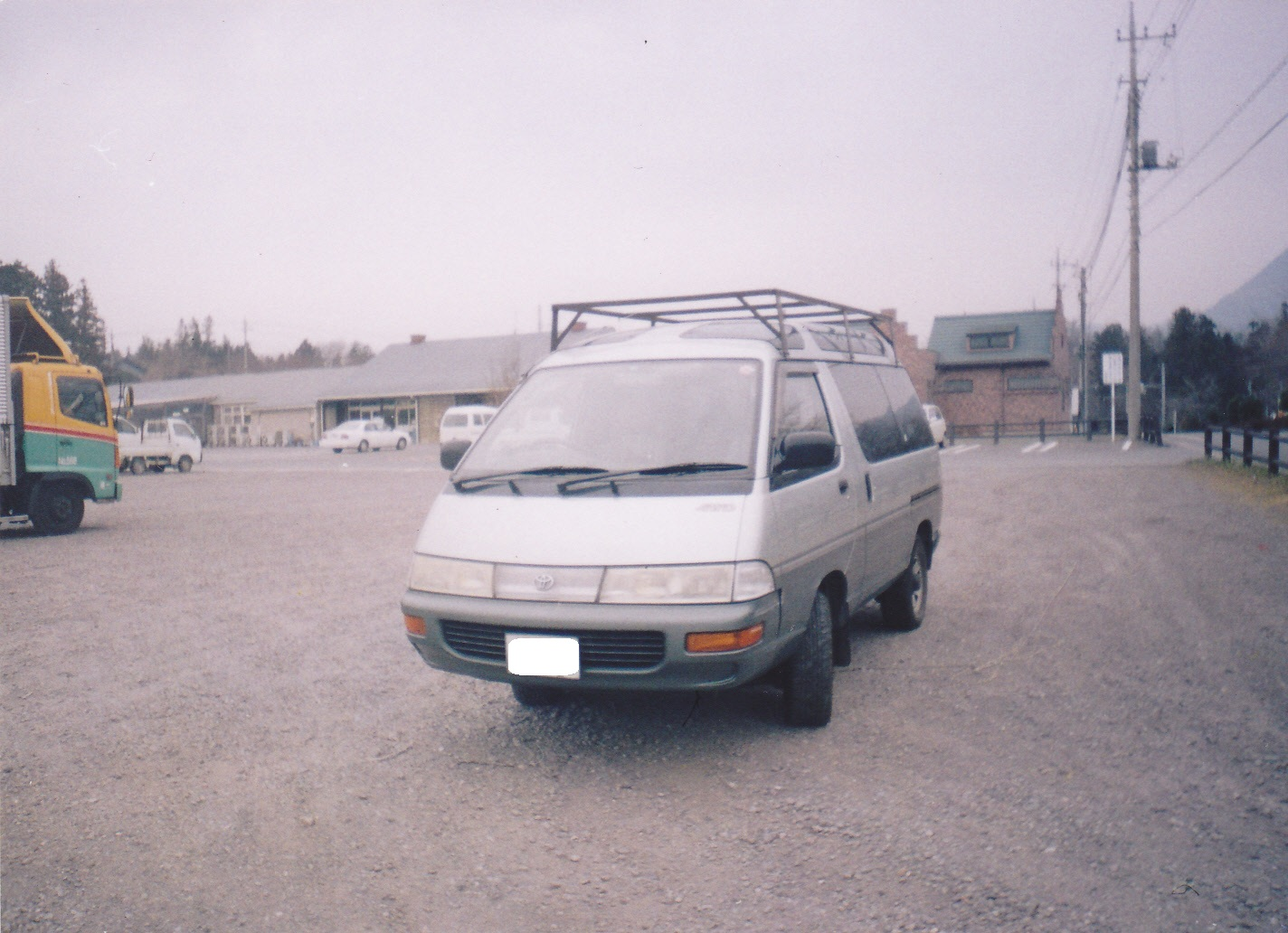
タウンエース2.0ディーゼルターボ、スカイライトルーフ4WD/4AT

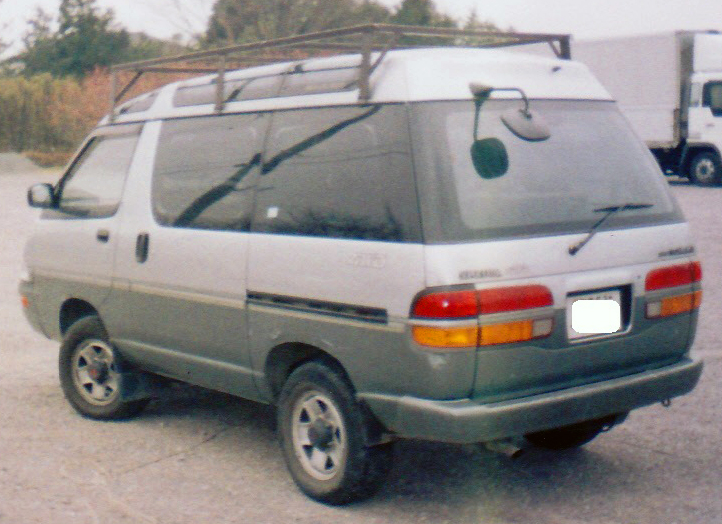
タウンエース2.0ディーゼルターボ、スカイライトルーフ4WD/4AT

- ディーゼルエンジンを2000ccの2C-T型から2200ccの3C-T型へ変更。これにより、最高出力が85psから88psに向上。
- スーパーエクストラのシート生地を変更、質感が若干向上した。
- エアコンを代替フロン化。

1995年8月
一部改良

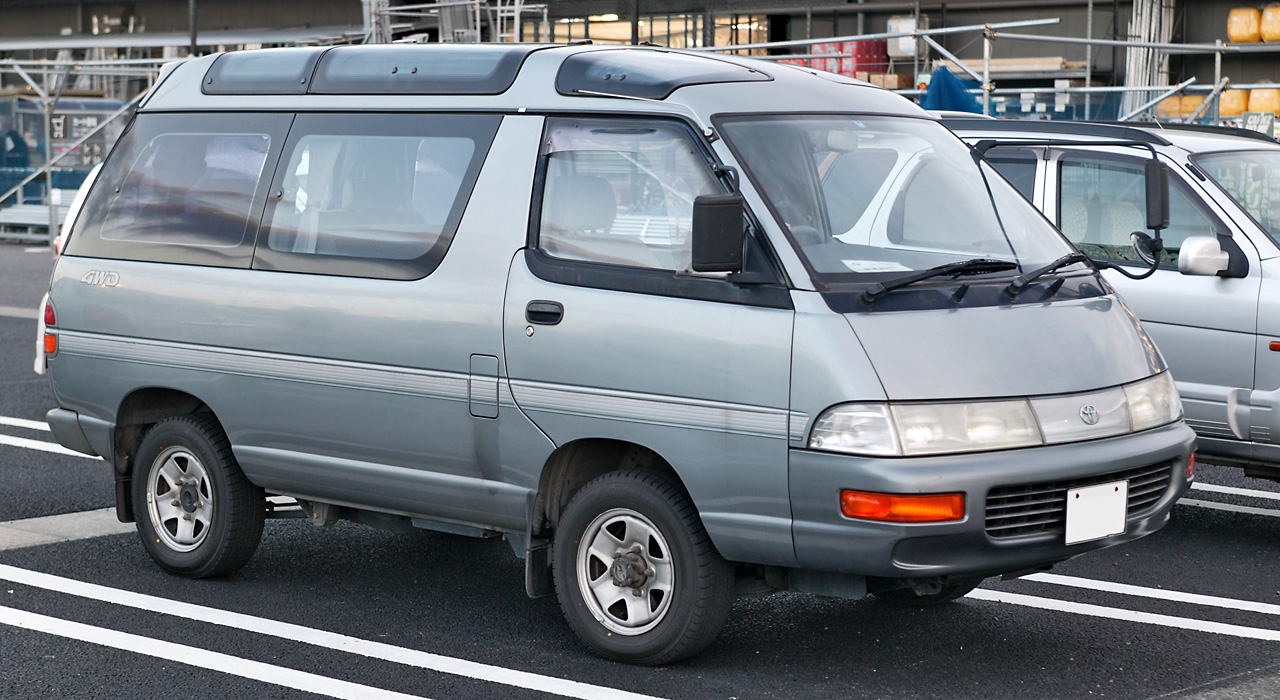
ワゴン4WD 2.2DT
スーパーエクストラ
スカイライトルーフ
(CR31G 1993 / 8 - 1996 / 9)

- ワゴン系ガソリンエンジンの制御方式を変更。
- バンは平成8年排出ガス規制に適合。
- ワゴン系はボディカラーの一部入替えやリヤスポイラーの形状変更、カリフォルニアミラーのメッキ化等を実施。

モデル末期には、誕生20周年記念のスーパーエクストラ リミテッドを追加。
1996年9月
ワゴン・バンの生産終了。在庫対応分のみの販売となる。
1996年10月
ワゴン・バンは新型にモデルチェンジして販売を終了したが、トラックはマイナーチェンジのうえ1999年まで継続生産された。

## 3代目 R40/50系（1996年 - 2008年）
1996年10月発表。
ワゴンモデルは、従来の「タウンエース」、姉妹車の「ライトエース」の車名に「ノア」のサブネームが付加されている。
衝突安全基準の見直しからクラッシャブルゾーンの確保が必須となったため、エンジン搭載位置、前輪位置、キャビン前端は大幅な見直しが行われ、キャブオーバーからセミキャブオーバーとなった。3代目も販売のメインはやはり商用モデルであり、クラッシャブルゾーンの確保に伴うボンネットが付くことによる荷室長の減少（それと同時に車体長の増大）を懸念するユーザーの声を最大限に考慮し、市場調査と商品企画は慎重に進められた。また、従来のキャブオーバータイプのワンボックスユーザーの中にもボンネット付きを敬遠する顧客も根強くおり、顧客の新型へのスムーズな移行と、販売価格面を含めたルシーダ・エミーナとの住み分けにも留意している。
試作車は、エスティマエミーナのフロントにエンジンを置いて実験していた。当初は、ハイエースに設定されていた1RZ-Eを搭載する予定もあったが、商用車用のRZ系は、耐久性を重視した設計のため重量が重く、回転フィールも野暮ったいエンジンであり、それでは「（日産の）セレナに勝てない」という理由で、ワゴンのガソリン車は3S-FE型を採用、コスト面でもS系は有利である。ミニバンへの搭載にあたり、トルク重視にリチューンされ、最高出力は130psとなった。ちなみに日産・セレナも同様に130psであった。ディーゼルエンジンは3C型の続投であり、KZ型やL系を積むハイエースとの間には厳然とした差が存在した。バンのガソリン車は7K-E型を搭載。
駆動系のレイアウトは、短いボンネット内に直列4気筒エンジンを縦置きに配置し、トランスミッション、プロペラシャフトを介して後輪を駆動するFR方式を採用しており、先代の駆動系を最大限に活用することに成功した。これはグランビアと同様で、トールワゴンがFF方式へ移行する過渡期のトヨタ標準であった。サスペンションは形式自体は同じであったが、実際は新規に開発されたものも多い。
デザインも試作車の段階ではセレナのコピー商品のようなものであったが、これも、検討を経て市販型に落ち着いている。
生産は、先代モデルのライトエース・タウンエースと同様にダイハツ工業が担当、車両開発もトヨタとダイハツで共同開発されており、ダイハツの自社ブランドの車種として「デルタワゴン・バン」の車名で販売されていた。
グレード構成
ライトエースと同様である。
- バン
  - LD
  - DX
  - GL
  - SUPER

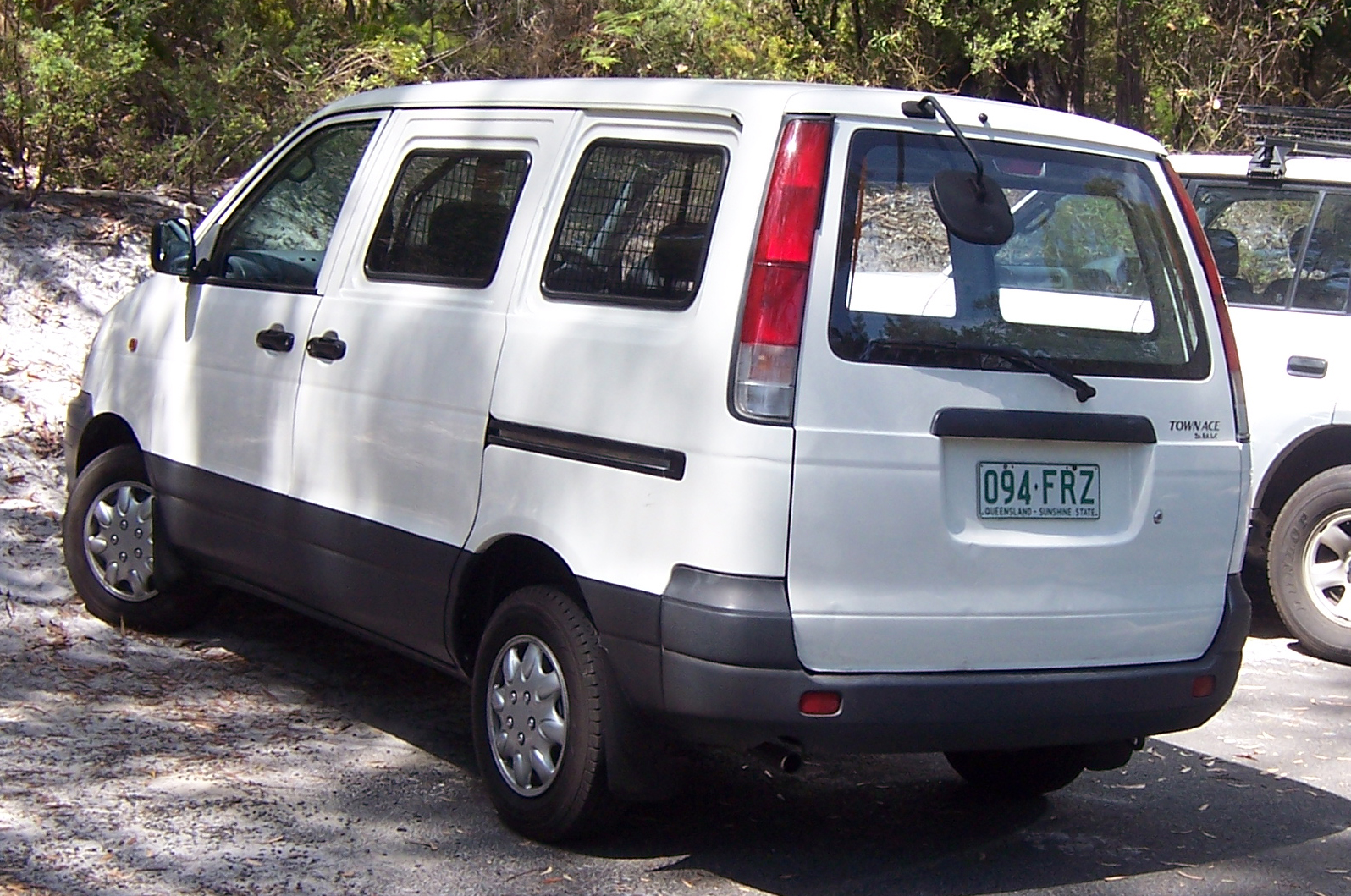
バン（豪州仕様）

それぞれのグレードに標準ルーフ、ハイルーフ・低床、ジャストローが設定。
DX以上のグレードのみ両側スライドドアの設定があった。両側スライドドア車は給油口の位置が左右逆になる。
- トラック
  - DX
  - DX-x

1998年1月
一部改良
- 装備の充実。ナビのメーカーオプション化。エアコンパネルとオーディオ位置見直し。フィールドツアラーのデカールデザイン変更、外板色の追加。電動格納ドアミラー、オートエアコンのパッケージオプション（C-package　スーパーエクストラ、フィールドツアラー、ロードツアラーのみ）の新設定。

1998年12月
マイナーチェンジ
- ロイヤルラウンジのスタンダードルーフ廃止8人乗り追加。
- ボディカラー整理。

1999年6月
バンマイナーチェンジ
トラックフルモデルチェンジ（名目上はフルモデルチェンジだが、販売台数が少ないことからコンポーネンツやパーツの大半が先代からの流用であり、実質上はマイナーチェンジに過ぎなかった）。
- ガソリン車は平成10年アイドリング規制に適合。
- ディーゼル車は平成9・10年長期規制に適合、並びにエンジンを3Cに変更。
- バンはノアと同程度の変更だったが、トラックは内外装、コラムシフトの操作方式を変更。

2001年10月
乗用モデルタウンエースノア（FR 後輪駆動）製造中止。在庫対応分のみの販売となる。
2001年11月
乗用モデルの販売を終了、FFの「ノア」として独立。バン・トラックのみを引き続き生産。
またダイハツ工業への供給がバン・ワゴン共に終了。
2004年8月
PM・NOx法の影響からディーゼル車の生産を終了。
2005年
法改正対応による小変更
- サイドアンダーミラーを装備
- トラックは、リアコンビネーションランプのデザインを変更
- ABS、運転席・助手席エアバッグ、パワーウインドウ、ヘッドランプレベライザーなどを設定、商用車としては充実した装備となる。

2007年7月
ガソリン商用車における平成19年排出ガス規制の実施に伴いトラックの製造打ち切り。在庫対応分のみの販売となる。
2008年1月
バンの製造終了。在庫対応分のみの販売となる。
2008年2月
バン・トラック共に新型にフルモデルチェンジして販売終了。
ノアとヴォクシーは2007年6月に2代目にモデルチェンジし、タウンエースとライトエースのバン・トラックも同年7月にはオーダーストップとなっており、半年後の新型発表までは空白となった。そのため、同クラスのワンボックス商用車は、ボンゴ3兄弟（ボンゴ、バネット、デリカ）のみとなった。
トラックにはキャンピングカーのベース車としての需要もあり、この生産中止によって、ベース車の変更や、生産そのものが中止に追い込まれるなど、キャンピングカービルダーにも少なからず影響が及んだ。また、バンやノアのBピラーより後ろのボディをカットし、それに合わせたキャンピングシェルを新たに開発する事例も見られた。

## 4代目 S40#/41#系（2008年 - ）
2008年1月9日
フルモデルチェンジ（2月25日発売）。
およそ半年の空白を経て登場。インドネシアのダイハツ生産拠点、Astra Daihatsu Motor（アストラ・ダイハツ・モーター）にて生産される「グランマックス」を、日本向けに変更した輸入車となる。本国仕様ではバックドアは横開き式であるが、日本向けは従来モデル同様の跳ね上げ式となっており、元のアウタードアハンドルのへこみは車名入りの板で塞がれている。バン/トラック共に全長が短くなり、排気量も縮小した。
誕生の経緯から、先代までのバンとトラックは構造的には別系列であり、それぞれが独立して進化して来たが、今回のフルモデルチェンジから両車が統一され、バン/トラック共に、同じ顔つきになった。エンジンは再び運転席・助手席の下に置かれることとなったが、前車軸が前進し、ごく短いボンネットが付くセミキャブオーバースタイル（構造はキャブオーバー）となった。乗用モデル（ワゴン）の設定はない。
エンジンは、ダイハツが開発した3SZ-VE型1.5L DOHC VVT-iが搭載され、300ccダウンながら先代の7K-E型1800cc直列4気筒2バルブOHVエンジンの82馬力から97馬力へと大幅にポテンシャルアップを果たした。また、インパネシフトであり、5MTと4ATが設定され、駆動方式は後輪駆動のみである。
バンは先代同様に標準ルーフとハイルーフの二種類であるが、どちらも5ドア低床の2/5人乗りのみで、最大積載量は500/750kg積み。先代に設定のあった、3人乗り、3/6人乗り、4ドア（右側スライドドアなし）、ディーゼルエンジン、ジャストローモデルなどは廃止され、車種は大幅に整理された。
トラックは2人乗りで、最大積載量が800kg積み。こちらも先代には設定のあった3人乗り、ディーゼル、1t積みモデルなどは廃止された。また、バンより若干全長が長く、4275mm（バンは4045mm）である。従来まで3連だったテールランプを2連に変更して後退灯を分離。
バン、トラック共に4WD仕様は当初設定されていなかったが、二度目の一部改良実施時にようやく追加設定された。
日本国外で販売されるハイゼット（S82系）、ハイゼットグランカーゴ（S221系）の後継モデルでもあり、型式もダイハツ流となっている。
小型化、小排気量化、最大積載量の減少などが新たな制約となり、従来タウンエーストラックをベース車に連ねていた複数のキャンピングカービルダーは、同クラスを相次いでボンゴ3兄弟（後に2兄弟）のトラックへと変更した。その一方、軽トラック以上ボンゴ未満となった車格や、排気量1500cc未満という経済性などに目をつけ、当型式でキャンピングカーを開発するビルダーもある。
グレード構成
- バン
  - DX
  - GL
- トラック
  - DX
  - DX-Xエディション

2009年11月24日
一部改良を発表（2009年11月30日現地L/O、2010年1月6日国内配車開始）。
主な改良点は、
- バン
  - バン全車に、リア席シートベルト、先代モデルには標準装備品であったリアアンダーミラー、バックドア下端インナーハンドルなどを追加。
  - 「DX」にはパワードアロックを追加。
  - 「GL」のパワーウィンドウには、先代モデルには標準装備だった運転席ワンタッチ式（挟み込み防止機能）を追加。
  - 従来は設定のなかった、冷暖房効果を高める荷室との仕切り（ルームセパレーター）カーテンをディーラーオプションで追加。
- トラック
  - 全車にフューエルリッドオープナーを標準装備とし、燃料蓋にあった鍵穴は廃止となる。
  - 「DX Xエディション」にもバン「GL」と同じくパワーウィンドウに運転席ワンタッチ式（挟み込み防止機能付き）を追加し、ドアロックリモコンが別体式からキー一体式へ変更になった。

2010年7月1日
一部改良を発表（7月27日発売）。
フルモデルチェンジに伴う廃止以来、約2年6か月ぶりに4WD車を設定。タイトターンブレーキングが起こらず、高速安定性にも優れるフルタイム4WDを採用してスムーズな取り回しを可能にすると共に、センターデフにロック機構を備え、スタックなどにも対応している。また、4WD車は寒冷地仕様を標準設定する。なお、バン全車に、表皮・パッド・基材を一体成型した成型天井を採用し、室内の質感を向上した。
2012年4月23日
一部改良を発表（6月4日発売）。
エンジンECUの改良により、排出ガスのクリーン化や燃費性能の向上を図ったことで、バンは「平成27年度燃費基準」、トラックは「平成27年度燃費基準+10%」をそれぞれ達成。他に、給油口オープナーレバーの色を変更して視認性・使用性を高めたほか、トラックは2013年1月から施行される灯火器および反射器などに関する法規に対応するため後方反射板を追加装備（ただし特装車の一部を除く）し、夜間の積み降し作業時や乗降時の安全性を向上。さらにトラックは天井内張りにバンですでに採用済みの成型天井を採用したことで室内の質感も向上した。
2014年4月22日
一部改良を発表（6月2日発売）。
エンジンの触媒の改良によって排出ガスのクリーン化を図り、バン・トラック共に「平成17年排出ガス基準75%低減レベル（☆☆☆☆）」認定を取得。併せて、バンの2WD・AT車は燃費の向上により、「平成27年度燃費基準+10%」も併せて達成した。
バンは「GL」にプライバシーガラス（リアサイド・リアクォーター・バックドア）を追加したほか、シート表皮はトラック「DX"Xエディション"」と同じセミファブリックに変更し、フロントシートのヘッドレストを分離式にするなど快適性を向上した。
2015年6月1日
トラックの一部改良を発表（7月6日発売）。
デッキ下部に後方から衝突された際の後続車両を保護する目的で（バンパー型の）突入防止装置を追加した。
2018年5月8日
一部改良が発表された（6月7日発売）。
新たに、盗難防止システム（イモビライザーシステム）を全車に標準装備された。
2020年5月1日
東京都を除く全ての地域での全車種併売化に伴い、トヨタ店、トヨペット店、ネッツトヨタ多摩・ネッツトヨタ東都を除くネッツ店での取扱が開始された。
2020年6月22日
マイナーチェンジが発表された（9月4日発売）。
安全装備が強化され、衝突警報機能/衝突回避支援ブレーキ機能、車線逸脱警報機能、ブレーキ制御付誤発進抑制機能（AT車のみ装備、バンは前方・後方、トラックは前方のみ）、先行車発進お知らせ機能、オートハイビームで構成された「スマートアシスト」を搭載するとともに、ヘッドランプやリアコンビネーションランプはLED化された。
エンジンは豊かなトルクをもち、燃焼効率の向上とエンジン内部のフリクション低減などが図られた新型の2NR-VE型に換装（換装に伴い、車両型式がS403/S413系となる）され、アイドリングストップ機能（Stop&Start System）と相まって燃費性能を向上。WLTCモードによる排出ガス・燃料消費率に対応したことで「平成30年排出ガス基準50%低減レベル（☆☆☆☆）」認定を取得するとともに、バンの2WD・AT車と4WD車、トラックの2WD車は「平成27年度燃費基準+35%」達成、バンの2WD・MT車とトラックの4WD車は「平成27年度燃費基準+25%」達成にそれぞれ向上された。
メーカー完成特装車「TECS」には冷凍車が新たに設定され、-5℃までの冷却能力を持つ中温冷凍車と+5℃までのクーリング車が設定される。
なお、今回のマイナーチェンジを機に、兄弟車種のライトエースの販売を終了し、タウンエースへ一本化。さらに、同日にダイハツ工業がグランマックスの日本向け仕様の発売を発表したことで、日本国内でも兄弟関係が成立した。
2023年12月20日（補足）
OEM元のダイハツ工業の不正問題の調査で対象がこれまで判明していた6車種から当車種を含めたほぼ全ての車種に拡大することが明らかとなり、国内外の全てのダイハツ工業製の車種の出荷を停止する方向で調整することとなった。
2024年1月16日（補足）
国土交通省が当車種とマツダ「ボンゴ」およびOEM元のダイハツ・グランマックスのトラックの型式指定を取り消す方針を固めた。これ以降は再取得するまでは事実上、生産できなくなる。
2024年1月19日（補足）
国土交通省が当車種とマツダ「ボンゴ」およびOEM元のダイハツ・グランマックスのバンタイプの出荷停止の指示を解除した。
2025年6月16日
バンタイプを一部仕様変更（公式発表なし）。
OEM元のダイハツ・グランマックスの一部仕様変更に準じたもので、リアのコーナーセンサーが4か所に増え、検知距離も拡大（約60cm～ → 約150cm ～）したバックセンサーへ強化。トランスミッションをATへ一本化され、メーカー希望小売価格が改定された。

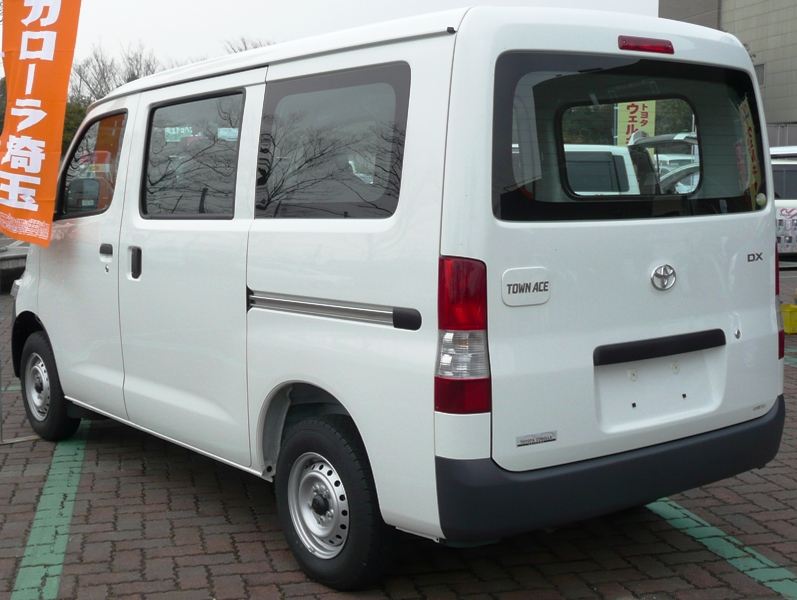
バン（2008年1月販売型・後側）
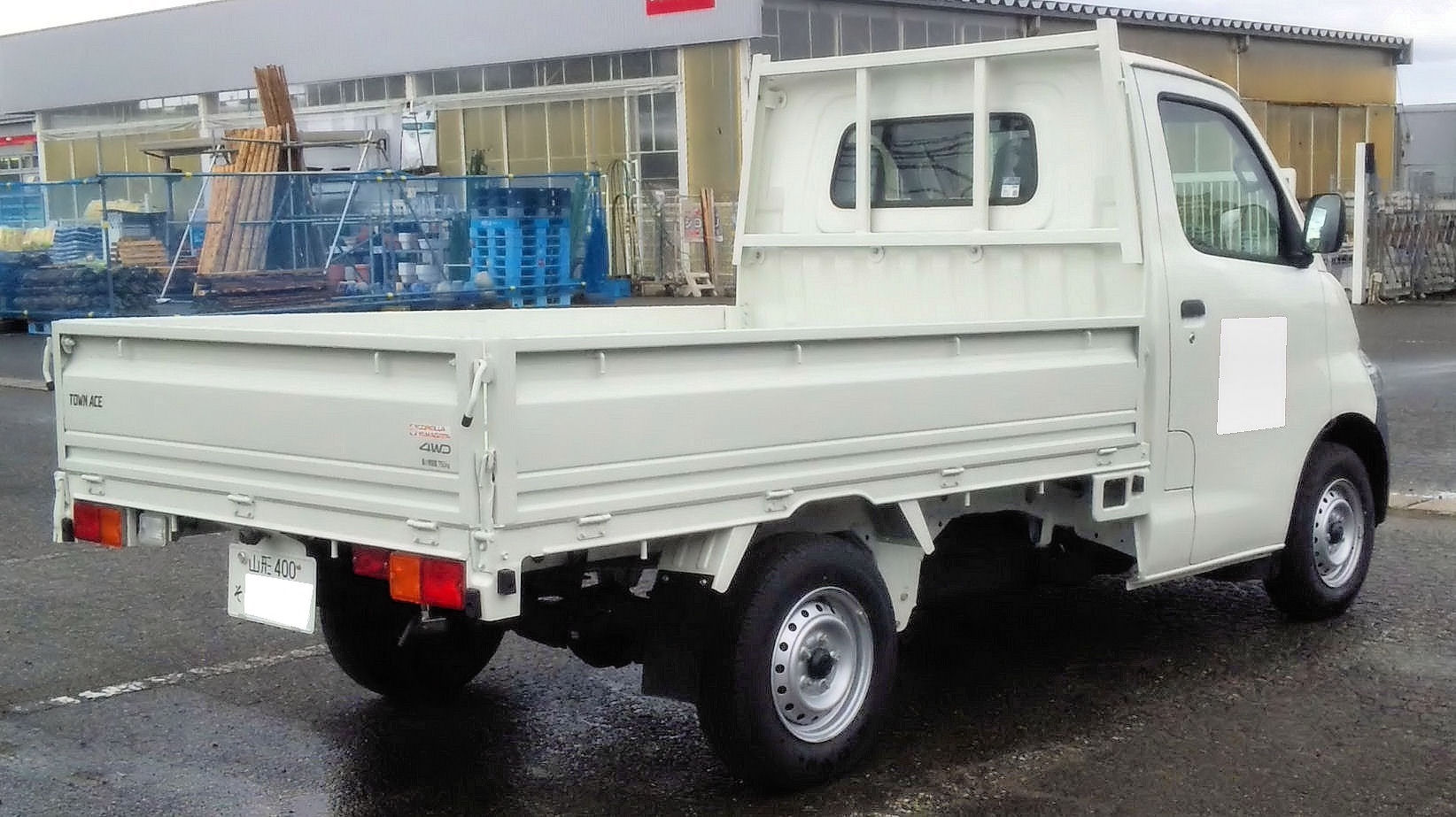
トラックDX4WD リヤ （2010/7-2012/4）
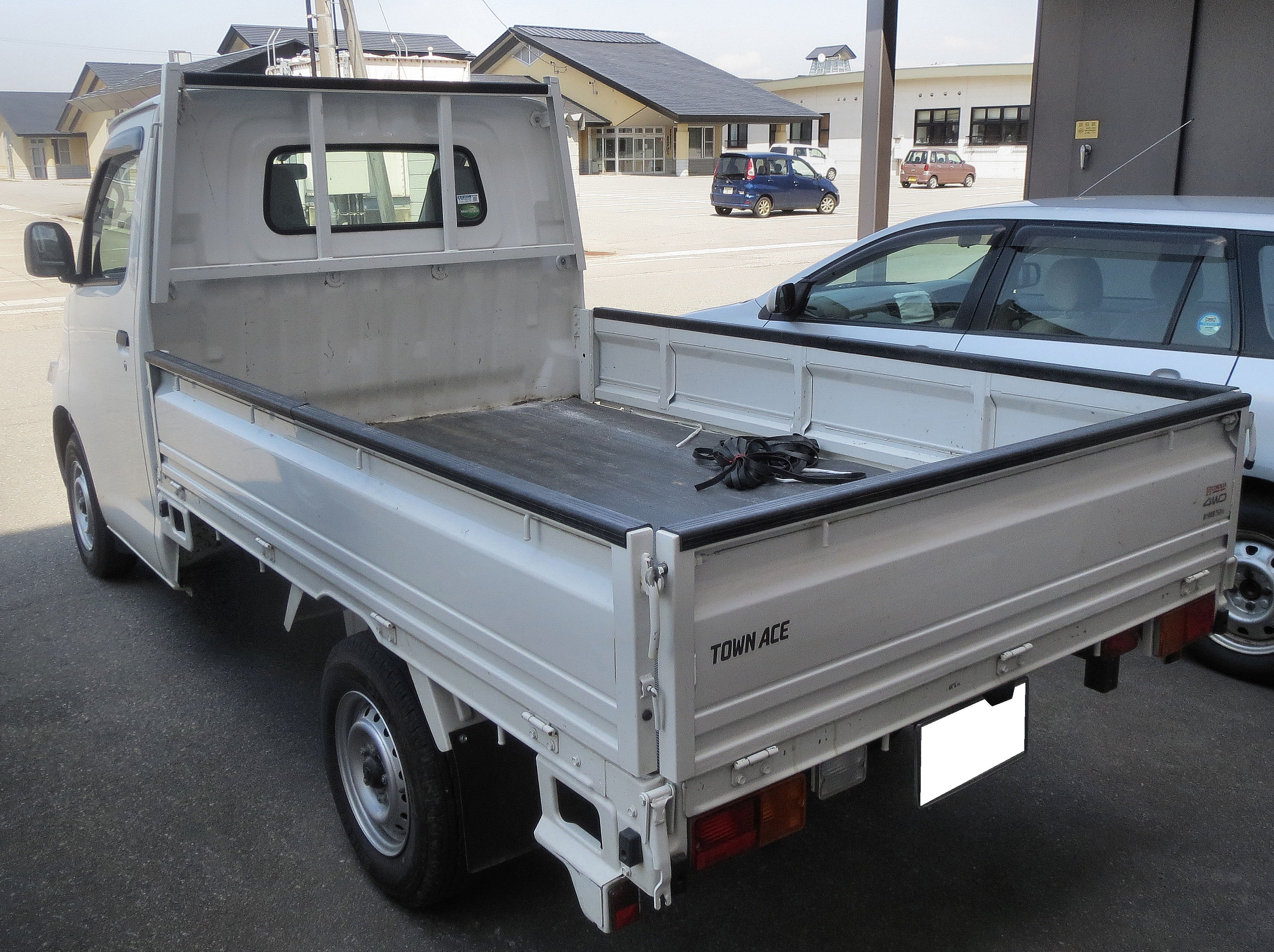
トラックDX Xエディション リヤ （2012/4-2015/7）
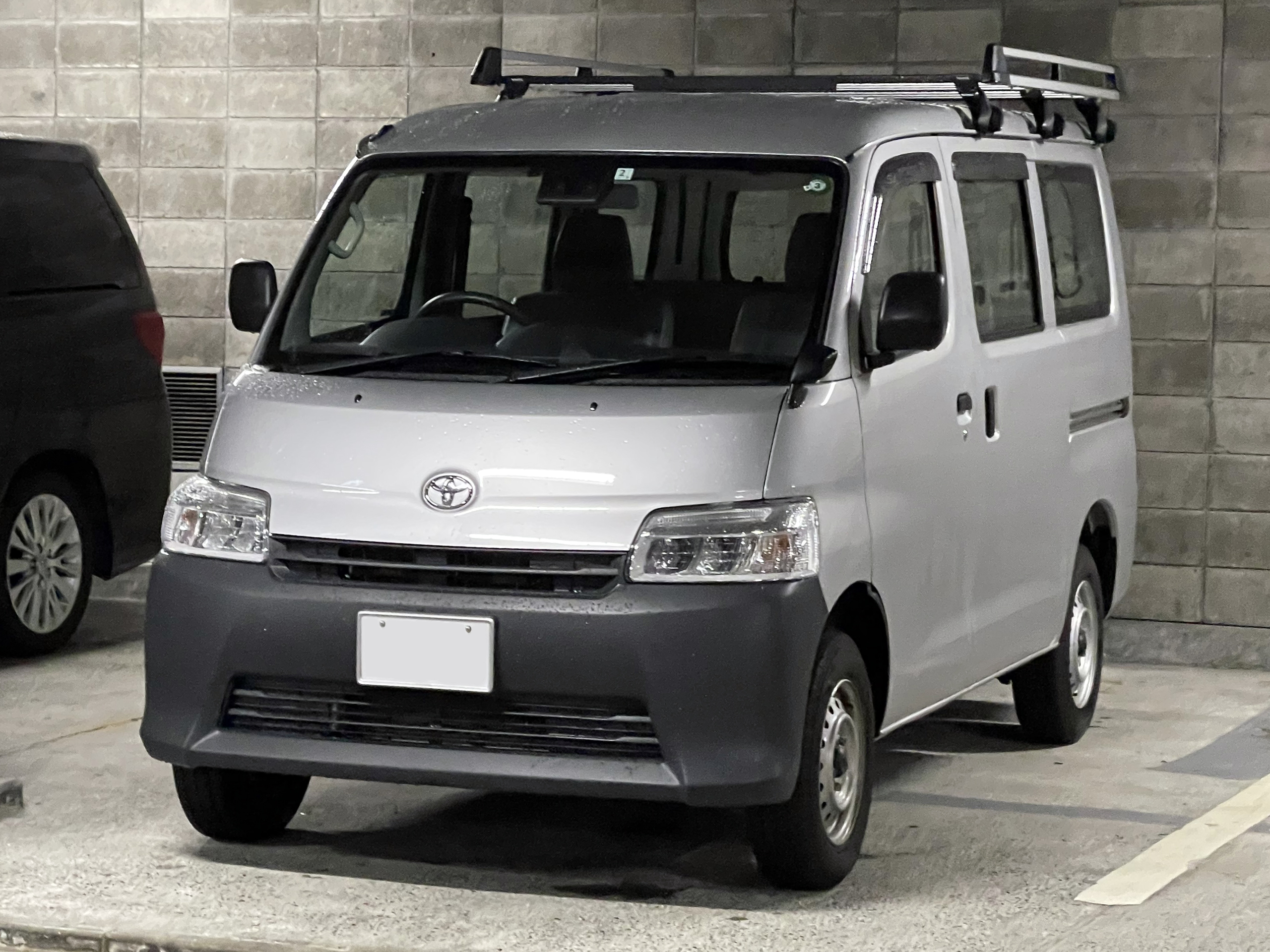
バン（2020年6月改良型・前側）
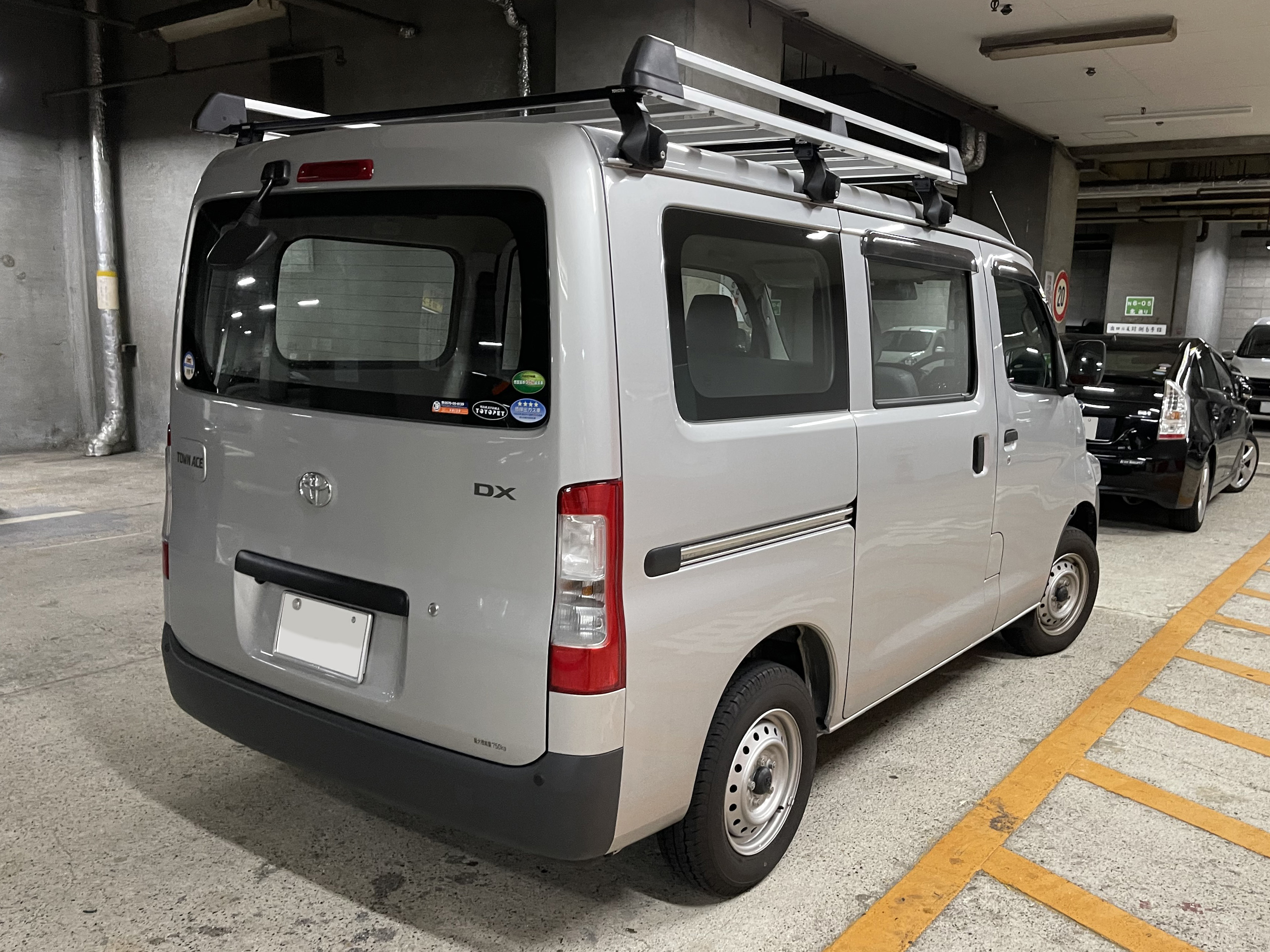
バン（2020年6月改良型・後側）
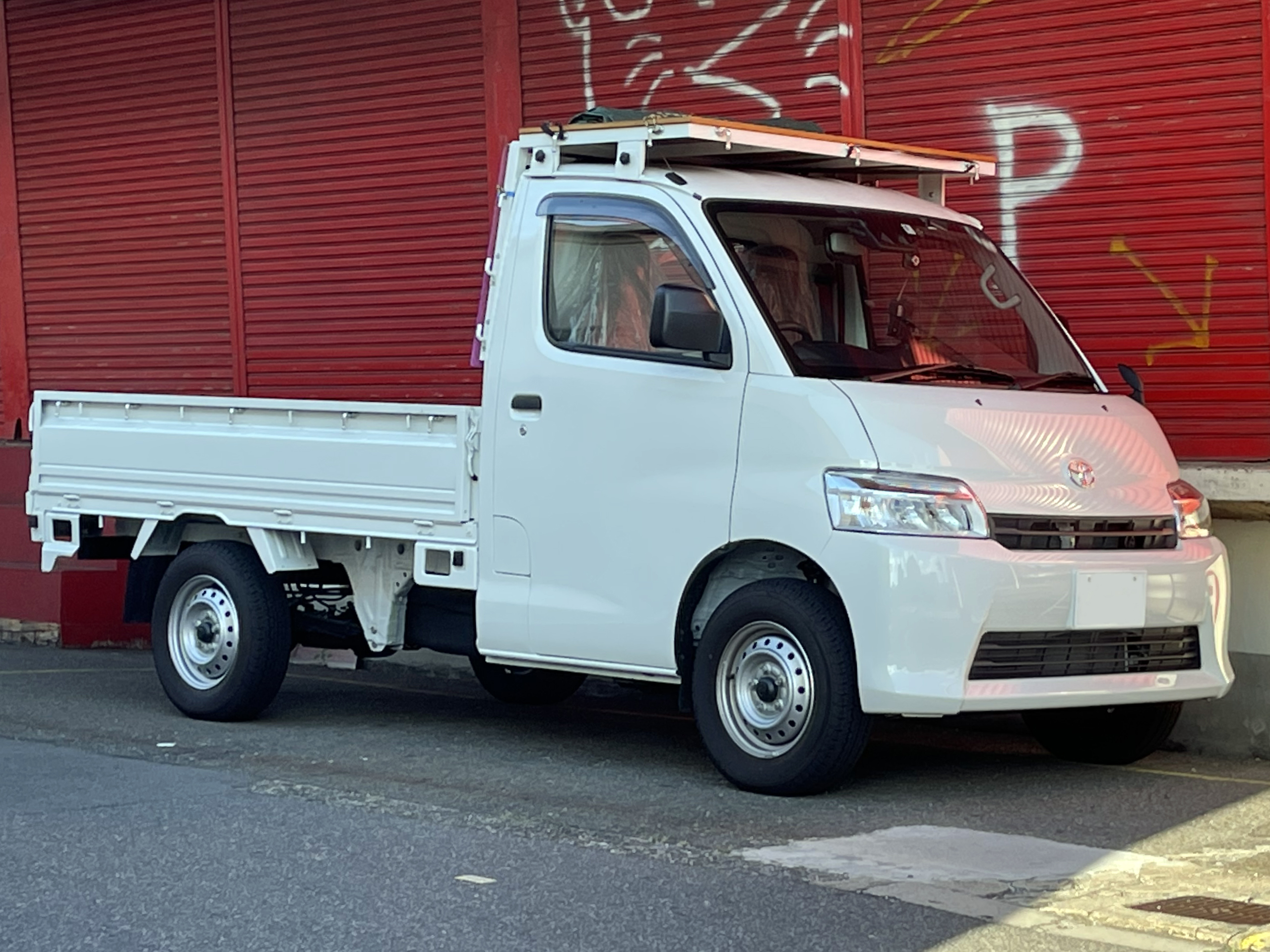
トラック（2020年6月改良型・前側）
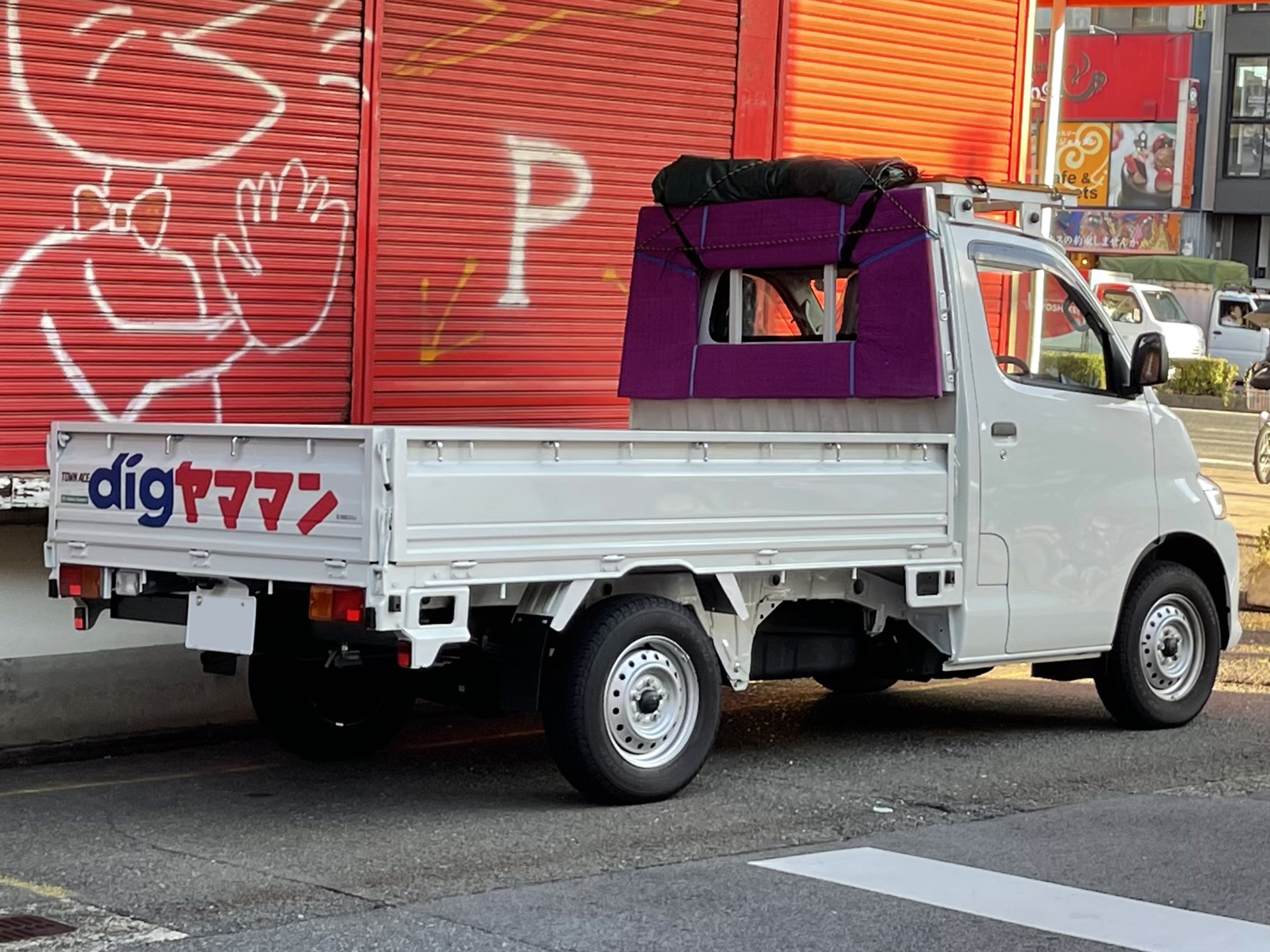
トラック（2020年6月改良型・後側）

## 2020年4月までの取り扱いチャネル
- トヨタカローラ店

東京都では、以前はトヨタ東京カローラ、トヨタ西東京カローラ、東京トヨタディーゼル（東京トヨタディーゼルは1980年1月まで）で取り扱っていたが、2019年4月1日に販売チャネル制度を廃止しており、東京都内の全販売店（トヨタ直営販社4社を統合したトヨタモビリティ東京、トヨタ西東京カローラ、ネッツ店系列のネッツトヨタ東都とネッツトヨタ多摩）で取り扱う。
千葉県では、以前はトヨタカローラ千葉の専売であったが、2019年4月1日にネッツトヨタ東都が姉妹車のライトエースからタウンエースへの取り扱いに変更されたのに伴い、トヨタカローラ千葉とネッツトヨタ東都の併売となった。

## 生産拠点
- ダイハツ工業池田工場
- トヨタ自動車[16]
- トヨタ車体富士松工場[16]
- 日野自動車羽村工場（2005年から2007年のトラックのみ）[17]
- Astra Daihatsu Motor（4代目）